# سحلية الأطلس القزمة
سحلية الأطلس القزمة (معروف أيضاً بإسمها العلمي أطلنطو لاسيرتا أندرينسكي) هي سحلية وهي النوع الوحيد في جنس أطلنطو لاسيرتا. وهي تستوطن في شمال غرب إفريقيا.
تم إكتشاف سحلية أطلنطو لاسيرتا أندرينسكي في سنة 1929 من طرف عالم الحيوانات والحشرات والزواحف النمساوي فرانز فيرنر.

## أماكن التواجد
تستوطن سحلية أطلنطو لاسيرتا أندرينسكي في المغرب، في سلسلة جبال الأطلس، على ارتفاع 2400 إلى 2800 متر (7900 إلى 9200 قدم) فوق مستوى سطح البحر.
يكون هذا النوع من السحليات مخبأً في الغطاء النباتي، أو بين الصخور، وفي مناطق النباتات الشائكة والغابات، ولدى هذا النوع فترات سبات طويلة.